# Ernst August Schulze
Ernst August Schulze (* 8. August 1721 in Berlin; † 3. Mai 1786 in Frankfurt (Oder)) war ein deutscher reformierter Theologe.

## Leben
Der Sohn des Predigers am Friedrichshospital und späteren Hofpredigers und Inspektors in Crossen Gottfried Schulze († Dez. 1730 in Crossen) erhielt seine erste Ausbildung vom Vater. Danach besuchte er die Schule in Crossen, das Gymnasium in Zerbst und Berlin. Er studierte Theologie an der Universität Halle und 1741 an der Universität Frankfurt (Oder). 1742 wurde er Hofmeister junger Adliger und 1747 Kandidat am Berliner Dom. 1750 führte ihn eine Bildungsreise durch Deutschland. 1755 wurde er Rektor der Friedrichsschule in Frankfurt (Oder). Nachdem er in diesem Amt mit philologischen Schriften auf sich aufmerksam gemacht hatte, wurde er 1756 Magister der Philosophie und erhielt das Recht öffentliche Vorlesungen zu halten.
Im selben Jahr wurde er außerordentlicher Professor der Theologie in Frankfurt, übernahm 1758 eine ordentliche Professur der Theologie und Philologie, womit er das Rektorat an der Friedrichschule niederlegte und zum Doktor der Theologie promoviert wurde. 1759 übernahm Schulze die Professur der Rhetorik und wurde 1763 zweiter Prediger der deutsch reformierten Gemeinde in Frankfurt (Oder). Die Arbeitsüberlastung nötigte ihn, die Professur für Rhetorik und Philologie abzutreten. Später übernahm er die Inspektion der reformierten Schule. Schulz beteiligte sich auch an den organisatorischen Aufgaben der Frankfurter Schule und war in den Jahren 1768, 1776 sowie 1784 Rektor der Alma Mater.

## Werke
- Exercitationes philologicae Fasciculus I. Berlin 1754
- Diss. de lingua Deorum atque hominum, Homero celebrata. Frankfurt (Oder) 1755
- Diss de praetorio Pilati. Frankfurt (Oder) 1756
- Diss. de Galatis. Sectio I de Galatarum aut Celtarum appellatione. Frankfurt (Oder) 1756; Sectio II de Galatarum lingua. Frankfurt (Oder) 1757
- Diss. de fictis Hierosolymorum privilegiis. Frankfurt (Oder) 1756
- Diss. de paronomasia Servatori usitata. Frankfurt (Oder) 1756
- Diss. de Mammone injusto, nequaquam ad coelestia tabernacula conducente, ad Luc. 16, 9. Frankfurt (Oder) 1756
- Diss. Propheta Mosi par, ad Deuteron. 18, 15. Frankfurt (Oder) 1757
- Diss. de variis Judaeorum erroribus in descriptione templi. Sectio I et II. Frankfurt (Oder) 1753–1759
- Diss. de ablegatione Apostolorum atque septuaginta discipulorum, rebusque illis prohibitis, ad Matth. 10, 9.10. Marc. 6, 8. Lucae 9, 3. 10. 3. 4. 22, 35. 36. Frankfurt (Oder) 1758
- Diss. Specimen observationum in Matthaeum. Frankfurt (Oder) 1758
- Diss. de Lingis, natione teutonica. Frankfurt (Oder) 1758
- Diss. de Juda Galilaeo ejusque secta. Frankfurt (Oder) 1761
- Diss. sistens historiam tentationis Jesu Christi observationibus quibusdam illustratam. Frankfurt (Oder) 1761
- Diss. de Herodiana puerorum Bethlehemiticorum caede. Frankfurt (Oder) 1765
- Exercitationes philologicae. Hagae Comit 1774
- Hadriani Relandi de spoliis templi Hierosolymitani in arcu Titiano Romae conspicuis liber singularis. Editio nova. Prolusionem de variis Judaorum erroribus in descriptione hujus templi praemisit, notasque adjecit E. A. S. Traject. ad Rhen 1775
- Jablonski Institutiones historiae ecclesiasticae. Edidit notasque adjecit E. A. S. Tom. I et II. Frankfurt (Oder) 1783
- Compendium Archaeologiae Hebraicae. Liber I, Antiquitates politicas, Liber II, Antiquitates ecclesiasticas continens. Cum figuris aeri incisis edidit, emendavit, addenda adjecit, notisque locupletavit A. Ph. G. Schickedanz, Theol. Doct. et Prof. Gymnasii, quod Servestae floret, Anhaltini academici Rector. Dresden 1793